# Hein Domgörgen
Heinrich „Hein“ Domgörgen (* 30. Dezember 1898 in Köln; † 2. April 1972 ebenda) war ein deutscher Boxer. Er war der dominierende deutsche Mittelgewichtler der 1920er Jahre.

## Karriere
Domgörgen begann seine Boxerlaufbahn im Kölner Boxverein SC Colonia 06. Er wurde als Amateur 1921 Deutscher Meister im Mittelgewicht und wechselte 1922 in das Profilager. In seinen ersten 63 Kämpfen verlor er nur einmal, 1925 gegen Leo Frick durch Disqualifikation.
Im November 1925 gewann er durch KO in der dritten Runde gegen Adolf Wiegert die Deutsche Meisterschaft. Wenige Monate später versuchte er gegen den Belgier Rene DeVos erstmals den Europameistertitel zu gewinnen, unterlag allerdings über 15 Runden nach Punkten.
Am 6. November 1927 kam es im Leipziger Achilleion zum Aufeinandertreffen mit dem 22-jährigen Max Schmeling. Es ging um die Titel des Deutschen Meisters und des Europameisters im Halbschwergewicht, die Kampfbörse betrug 13.000 Mark. Es war ein Duell besonderer Brisanz, da beide vor Schmelings Wechsel nach Berlin lange Zeit zusammen in Köln trainiert hatten und Schmeling in dieser Zeit viel von Domgörgen lernte. Es wurde vereinbart, dass der Sieger die gesamte Börse erhält. In einem zunächst ausgeglichenen Kampf gelang Schmeling in der siebten Runde der KO, die erste vorzeitige Niederlage Domgörgens.
Anschließend boxte er wieder im Mittelgewicht und verteidigte seinen deutschen Meistertitel in der Gewichtsklasse bis 1934 noch mehrfach. Ein weiterer Versuch, Mittelgewichtseuropameister zu werden, scheiterte im Dezember 1928 an Leone Jacovacci aus Italien.
Am 5. Juli 1930 besiegte er in Köln den italienischen Ex-Europameister im Halbschwergewicht Michele Bonaglia nach Punkten.
Erst am 20. August 1931 gelang es ihm schließlich, gegen Poldi Steinbach den EM-Titel zu erringen, verlor dann allerdings im folgenden Jahr gegen den Österreicher durch KO. Des Weiteren boxte er in den Jahren 1931 und 1932 drei Mal gegen Johann Wilhelm Trollmann; zwei Begegnungen gewann er nach Punkten, ein Kampf endete unentschieden.
Ab 1933 verlor er jedoch immer häufiger, so zum Beispiel gegen Gustav Eder und Jupp Besselmann in Nichttitelkämpfen. 1937 beendete er seine Laufbahn.
Seit 1924 war Domgörgen mit Johanna Lange (1902–1972) verheiratet. Knapp drei Monate nach dem Tod seiner Ehefrau verstarb er im Alter von 73 Jahren.